# 桑德斯通 (明尼蘇達州)
桑德斯通（英語：Sandstone）是一個位於美國明尼蘇達州派恩縣的城市。

## 人口
根據2020年美國人口普查的數據，桑德斯通的面積為14.04平方千米，當中陸地面積為13.61平方千米，而水域面積為0.43平方千米。當地共有人口2462人，而人口密度為每平方千米175人。